# 189 Phthia
Phthia /ˈθaɪ.ə/ (định danh hành tinh vi hình: 189 Phthia) là một tiểu hành tinh bằng đá, có màu sáng ở vành đai chính
Ngày 9 tháng 9 năm 1878, nhà thiên văn học người Mỹ gốc Đức Christian H. F. Peters phát hiện tiểu hành tinh Phthia khi ông thực hiện quan sát tại Đài quan sát Litchfield thuộc Đại học Hamilton ở Clinton, New York, Hoa Kỳ và đặt tên nó theo tên Phthia, một vùng của Hy Lạp cổ đại.

## Liên kết ngơài
- 189 Phthia - baneparametre hos JPL Solar System Dynamics
- 189 Phthia tại AstDyS-2, Asteroids—Dynamic Site
  - Lịch thiên văn · Dự đoán quan sát · Thông tin quỹ đạo · Các yếu tố thông thường · Dữ liệu quan sát
- 189 Phthia tại Cơ sở dữ liệu vật thể nhỏ JPL 
  - Tiếp cận Trái Đất · Phát hiện · Lịch thiên văn · Biểu đồ quỹ đạo · Yếu tố quỹ đạo · Tham số vật lý